# Avitta inductalis
Avitta inductalis är en fjärilsart som beskrevs av Pieter Cornelius Tobias Snellen 1880. Avitta inductalis ingår i släktet Avitta och familjen nattflyn. Inga underarter finns listade i Catalogue of Life.